# Biểu tình ủng hộ dân chủ ở Trung Quốc 2011
Biểu tình ủng hộ dân chủ ở Trung Quốc 2011 là những cuộc tuần hành trên đường phố của những người đòi dân chủ ở hàng chục thành phố của Trung Quốc Đại Lục. Những cuộc biểu tình này bắt đầu vào ngày 20 tháng 2 năm 2011, được lấy cảm hứng và đặt tên theo cuộc Cách mạng Hoa Nhài.
Ban đầu, những người tổ chức khuyến khích người tham gia hô hào khẩu hiệu vào ngày 20 tháng 2. Sau khi những người tham gia và các nhà báo bị đàn áp và bắt giữ, họ chuyển thành những cuộc "đi dạo" trên đường vào 27 tháng 2 để tránh bị cảnh sát bắt. Số lượng người tham gia trong đợt biểu tình thứ 2 này không thể được xác định, bởi khó phân biệt được ai là người đi biểu tình và ai là người thật sự chỉ đi dạo. Tuy nhiên, cảnh sát Trung Quốc vẫn tiến hành những chiến dịch an ninh lớn vào cả hai ngày 20 và 27 tháng 2. Truyền thông báo chí ghi nhận ít nhất 4 nhà báo nước ngoài, bao gồm Stephen Engle của hãng tin Bloomberg News và một người quay phim của BBC đã bị công an mặc thường phục đánh ở Bắc Kinh. Ở Thượng Hải, những người biểu tình đã ngăn chặn thành công một cuộc bắt bớ của cảnh sát, và còn hô hào được khẩu hiệu của họ trước báo chí và truyền thông nước ngoài. Cuối tháng 2, khoảng 35 nhà hoạt động vì nhân quyền và luật sư đã bị bắt. 5 người trong số này bị kế tội "âm mưu lật đổ nhà nước".
Trong những người bị bắt, nổi tiếng nhất có nghệ sĩ Ngải Vị Vị, ông bị bắt vào ngày 3 tháng 4 ở Bắc Kinh. Ngải Vị Vị đã viết trên Twitter: "Tôi vốn chẳng quan tâm về hoa nhài, nhưng những kẻ sợ hoa nhài đã thường xuyên đưa tin về nó, khiến tôi nhận ra rằng họ sợ nhất là hoa nhài!" Xưởng vẽ của Ngải Vị Vị đã bị cảnh sát bố ráp, lấy đi máy tính cá nhân và bắt luôn một vài cộng sự.

## Mục tiêu của cuộc biểu tình

### Lời kêu gọi đầu tiên
Lời kêu gọi cho một cuộc "Cách mạng Hoa Nhài" được xuất hiện đầu tiên trên chống đối trang mạng Boxun.com bởi những người nặc danh, sau đó là trên Twitter. Ngày 19 tháng 2 năm 2011, khoảng 12 thành phố được dự kiến sẽ diễn ra biểu tình trong nhiều tuần liên tiếp, họ cho rằng "những hành động dai dẵng sẽ cho chính phủ Trung Quốc thấy rằng người dân mong đợi Trách nhiệm giải trình và Sự minh bạch của chính quyền, vốn không hiện hữu dưới chế độ độc đảng hiện thời."
| Thành phố         | Tỉnh           | Địa điểm                                                 |
| ----------------- | -------------- | -------------------------------------------------------- |
| Bắc Kinh          | –              | Nhà hàng McDonald's ở phố Vương Phủ Tỉnh                 |
| Trường Xuân       | Cát Lâm        | Siêu thị Corogo                                          |
| Trường Sa, Hồ Nam | Hồ Nam         | Quảng trường Wuyi                                        |
| Thành Đô          | Tứ Xuyên       | Dưới tượng Mao Trạch Đông ở Quảng trường Tianfu          |
| Quảng Châu        | Quảng Đông     | Công viên Starbucks                                      |
| Hàng Châu         | Chiết Giang    | Quảng trường Wulin                                       |
| Cáp Nhĩ Tân       | Hắc Long Giang | Rạp chiếu bóng Cáp Nhĩ Tân                               |
| Nam Kinh          | Giang Tô       | Quảng trường                                             |
| Thượng Hải        | –              | Quảng trường Nhân dân                                    |
| Thẩm Dương        | Liêu Ninh      | Đường Bắc Nam Kinh, trước tiện ăn Kentucky Fried Chicken |
| Thiên Tân         | –              | Dưới tháp Tianjin                                        |
| Vũ Hán            | Hồ Bắc         | Đường Giải Phóng, quảng trường Thương mại thế giới       |
| Tây An            | Thiểm Tây      | Đường Beida, trước cửa siêu thị Carrefour                |

### Chiến lược và chiến thuật biểu tình
Thư mở ngày 22 tháng 2 năm 2011.
Các khẩu hiệu được đưa ra cho cuộc biểu tình:
| Dịch nghĩa                                                                                    | Tiếng Trung Quốc                           |
| --------------------------------------------------------------------------------------------- | ------------------------------------------ |
| Chúng tôi muốn có thực phẩm, việc làm, và nhà ở!                                              | 我們要食物、我們要工作、我們要住房!        |
| Chúng tôi muốn có công bằng, chúng tôi muốn có công lý!                                       | 我們要公平、我們要正義!                    |
| Hãy đảm bảo quyền sở hữu tài sản của công dân, hãy bảo vệ sự độc lập của ngành tư pháp!       | 保障私有產權、維護司法獨立!                |
| Hãy bắt đầu cải cách chính trị, chấm dứt độc tài độc đảng! ("Hãy tiêu diệt chế độ độc đảng!") | 啟動政治改革、結束一黨專政! (停止一黨專政) |
| Hãy dỡ bỏ những rào cản, trả lại tự do cho báo chí!                                           | 開放報禁、新聞自由!                        |
| Tự do muôn năm, dân chủ muôn năm!                                                             | 自由萬歲、民主萬歲!                        |

Vào ngày 2 tháng 3, những người tổ chức tuyên bố một chiến lược gồm 3 giai đoạn: gian đoạn đầu có thể kéo dài vài tuần, tháng, hoặc thậm chí lâu hơn một năm, giai đoạn 2 sẽ có mục "đem theo một bông hoa nhài" và dùng điện thoại di động hoặc máy nghe nhạc để phát bài dân ca "茉莉花" (hoa nhài). Giai đoạn cuối cùng sẽ là một đợt cách mạng đường phố "không thể tránh khỏi".
Ngày 2 tháng 3, những người tổ chức biểu tình cho rằng "chính quyền Trung Quốc rõ ràng đã bộc lộ sự sợ hãi đối với nhân dân, như thể chúng phải đối đầu với một kẻ thù nguy hiểm. Một lượng người khiêm tốn, chỉ đi dạo quanh, đã thể hiện được sức mạnh của nhân dân, và phản ứng của chính quyền đã cho thế giới thấy điểm yếu của chúng." Ngày 6 tháng 3, những người tham gia biểu tình được khuyến cáo "tụ tập tại những cửa hàng thức ăn nhanh, đi dạo hoặc vào quán ăn và gọi một suất ăn No3 ở McDonald's và KFC".

## Phản ứng của chính quyền
Từ ngày 19 tháng 2, hơn 100 người đã bị công an triệu tập và thẩm vấn. Khoảng 200 người đã bị bắt hoặc giám sát chặt chẽ.
Ngày 25 tháng 2, vài nhà báo nước ngoài được công an Trung Quốc thông báo là họ không được phép phỏng vấn nếu chưa xin phép. Chính phủ Trung Quốc ra quy định mới, cấm phóng viên nước ngoài đi vào khu mua sắm Vương Phủ Tỉnh ở Bắc Kinh hay Công viên Nhân dân ở trung tâm Thượng Hải nếu chưa được cấp giấy phép đặc biệt. Việc thực thi quy định mới này dẫn đến vụ một người quay phim bị công an đánh vài phóng viên khác bị tịch thu đồ nghề, tài liệu, và bị tạm giam nhiều giờ.
China Mobile và China Unicom chặn từ "hoa nhài". Tìm kiếm từ "hoa nhài" cũng bị chặn trên Microblog lớn nhất Trung Quốc, Sina Weibo, cũng như mạng xã hội Renren. Cuối tháng 3, Google khẳng định trong một cuộc họp báo rằng những vấn đề trục trặc với Gmail là "một đợt ngăn chặn của chính quyền Trung Quốc, được thiết kế cẩn thận để trông như đó là một vấn đề với Gmail". Tạp chí PC Mag cho rằng cuộc ngăn chặn này là do những lời kêu gọi "cách mạng Hoa Nhài" trên internet.

## Hình ảnh
- "The Chinese authorities have cracked down on a small pro-democracy rally apparently modelled on the protests sweeping the Arab world", ITN News London ngày 20 tháng 2 năm 2011 Lưu trữ ngày 24 tháng 2 năm 2011 tại Wayback Machine, 3 tháng 3 năm 2011
- "Chinese Jasmine Revolution", VOA, Bắc Kinh 21 tháng 2 năm 2011 (Tiếng Hoa), 27 tháng 2 năm 2011